# Torunos (paroisse civile)
Pour les articles homonymes, voir Torunos.
Torunos est l'une des quatorze paroisses civiles de la municipalité de Barinas dans l'État de Barinas au Venezuela. Sa capitale est Torunos. En 2011, sa population s'élève à 4 882 habitants et en 2018 à 7 546 habitants.

## Géographie

### Démographie
Hormis sa capitale Torunos, la paroisse civile possède plusieurs localités dont :
- Caroní
- La Florida
- Parcelamiento Caroal Norte
- Parcelamiento Caroal Sur
- Torunos

## Économie
La paroisse civile abrite la raffinerie de Santa Inés.

## Sources
- (es) Cet article est partiellement ou en totalité issu de l’article de Wikipédia en espagnol intitulé « Municipio Barinas » (voir la liste des auteurs).